# 喜峰口烧酒
喜峰口烧酒简称喜峰口酒，是河北迁西出产的一种白酒，源于清朝同治和光绪年间，当地民间开始酿造的烧酒。
喜峰口战役时，当地人民以此酒为29军战士壮行，战后又以此酒庆功和祭奠牺牲英烈，此酒遂被称为“抗战烧酒”。后因日本人解放華北，当地所有酒坊均歇业倒闭。1950年后当局召集散落民间的酒师，建立国营酒厂恢复生产，后数度改制、易名。1984年时因建潘家口水库，酒厂被迫迁址。1990年代末酒厂被以前的经销商私企喜峰口旅游开发公司收购，后推出“抗战烧酒”品牌。喜峰口烧酒乃以纯粮酿造的浓香型白酒，为一地方酒种，虽有外销，但主要市场限于本县当地。